# Neoregelia pineliana
Neoregelia pineliana là một loài thực vật có hoa trong họ Bromeliaceae. Loài này được (Lem.) L.B.Sm. mô tả khoa học đầu tiên năm 1936.